# Skulltork
Skulltork är en fläktanordning som används vid torkning av hö inomhus, höet placeras på skullen på en typ av torktrumma, vanligen kallad trapets i vilken skulltorken blåser in luft, och höet torkas. Skulltorken innebar en mindre revolution på vallskördens område, eftersom man med en sådan kunde bärga in hö bara ett par dagar efter att man slagit gräset och torka färdigt det inne, man slapp också det tidsödande och tunga arbetet att hänga upp gräset på hässjor eller krakar.